# Viator mundi és Faber mundi
Az antropológiában és a kultúrtörténetben viator mundi ("a világ zarándoka") kifejezést a középkori emberre és világképére használjuk, párhuzamba hozva a reneszánsz faber mundival ("a világ teremtője"). A viator mundi olyan a középkor társadalmára jellemző embertípus aki életének szemlélője, fatalista világlátása miatt nem az evilági életben keresi a boldogságot. Ezzel szemben a faber mundi világképében a homo faber (Appius Claudius Caecus használta ezt először) gondolata, a teremtő ember jelenik meg főszereplőként, aki szabad akarata miatt teljes felelősséggel tartozik az életéért és döntéseiért, a saját szerencséjének kovácsa.
A viator mundi ember típus saját világképének nem központja, úgy hiszi életét nagyobb erőknek kell, hogy irányítják, amikre nem lehet hatással. Életének csak szemlélője, aki a hedonizmus vagy az önkiteljesedés helyett, a túlvilági üdvözülésben várja boldogságát, ahol az általa kiérdemelt életet kapja.
A faber mundi a humanizmus embere, a reneszánszban jelent meg a klasszikus értelemben először, reagálva a kor pénzügyi és vallási változásaira (értsd: reformáció), nyitott a szekuláris felé. A dinamikus emberfogalom jellemzi. E szerint az ember szociális státusza nem kizárólag származása dönti el. Vallja, hogy az emberiséget az adottságai teszik képessé a világ megismerésére és alakítására. Lehetségesnek tartja a földi boldogság elérését, művésznek és a világ továbbépítőjének tekinti magát.

## Lásd még
- Humanizmus
- Szekularizáció